# Malthonica ferruginea
Malthonica ferruginea là một loài nhện trong họ Agelenidae.